# NGC 2978
NGC 2978 је спирална галаксија у сазвежђу Секстант која се налази на NGC листи објеката дубоког неба.
Деклинација објекта је - 9° 44' 46" а ректасцензија 9h 43m 16,7s. Привидна величина (магнитуда) објекта NGC 2978 износи 12,8 а фотографска магнитуда 13,6. NGC 2978 је још познат и под ознакама MCG -1-25-29, IRAS 09408-0931, PGC 27808.